# Montfaucon (Doubs)
Montfaucon település Franciaországban, Doubs megyében. Lakosainak száma 1608 fő (2022. január 1.). Montfaucon Chalèze, Besançon, Chalezeule, Gennes, Morre és Saône községekkel határos.

## Népesség
A település népességének változása:
| Lakosok száma | 510  | 1055 | 1262 | 1454 | 1484 | 1503 | 1550 | 1570 | 1576 | 1608 |
|               | 1968 | 1982 | 1990 | 2006 | 2013 | 2015 | 2017 | 2019 | 2020 | 2022 |